# ジンクシ
ジンクシ（Changshi、生年不詳 - 1338年）は、チャガタイ・ウルスの第22代当主で、チャガタイ・ハン国の第17代ハン。

## 生涯
エブゲンの子供で、ドゥアの孫。キリスト教ネストリウス派を信仰していたとされ、西洋の資料では、反ムスリムで、キリスト教徒に対して非常に寛容であったと伝わる。即位前には、元皇帝のトク・テムルにロシア人捕虜170人を献上、返礼として金銭を賜った。
1334年から1335年にかけて、国の中枢よりムスリムの諸王を排除、チャガタイ・ハン国の権力を掌握した。1338年、身内により殺害され、短い治世を終えた。弟のイェスン・テムルが跡を継いだ。